# Světový pohár klubů ISBHF 2011
Světový pohár v hokejbale 2011 byla největší klubová hokejbalová akce roku 2011.

## Účastníci
| Vlajka    | Stát      | Tým                          |
| --------- | --------- | ---------------------------- |
| Česko     | Česko     | HBC Plzeň                    |
| Česko     | Česko     | HBC Hradec Králové 1988      |
| Česko     | Česko     | Elba DDM Ústí nad Labem      |
| Slovensko | Slovensko | HBK Nitrianski Rytieri Nitra |
| Slovensko | Slovensko | Reebok Hockey Ružinov        |
| Švýcarsko | Švýcarsko | SHC Belpa 1107               |
| Švýcarsko | Švýcarsko | Oberwil Rebells              |
| Německo   | Německo   | Heilbronn Hornets            |

## Stadiony
| Město | Stadion                           |
| ----- | --------------------------------- |
| Plzeň | Hokejbalová hala-Lochotín         |
| Plzeň | Hokejbalové hřiště-Štruncovy sady |

## Základní skupiny

### Skupina A
| Poř. | Tým                          | Z | V | R | P | VB | OB | B |
| ---- | ---------------------------- | - | - | - | - | -- | -- | - |
| 1    | HBK Nitrianski rytieri Nitra | 3 | 3 | 0 | 0 | 16 | 1  | 6 |
| 2    | HBC Plzeň                    | 3 | 2 | 0 | 1 | 9  | 5  | 4 |
| 3    | SHC Belpa 1107               | 3 | 1 | 0 | 2 | 12 | 13 | 2 |
| 4    | Heilbronn Hornets            | 3 | 0 | 0 | 3 | 0  | 18 | 0 |

### Skupina B
| Poř. | Tým                     | Z | V | R | P | VB | OB | B |
| ---- | ----------------------- | - | - | - | - | -- | -- | - |
| 1    | Oberwil Rebells         | 3 | 2 | 1 | 0 | 11 | 2  | 5 |
| 2    | Elba DDM Ústí nad Labem | 3 | 2 | 0 | 1 | 3  | 6  | 4 |
| 3    | Reebok Hockey Ružinov   | 3 | 1 | 1 | 1 | 3  | 1  | 3 |
| 4    | HBC Hradec Králové 1988 | 3 | 0 | 0 | 3 | 3  | 11 | 0 |

## Vyřazovací část

### Play-off
|  | Čtvrtfinále       | Čtvrtfinále    |                 |           | Semifinále  | Semifinále  |  |  | Finále | Finále |
|  |                   |                |                 |           |             |             |  |  |        |        |
|  |                   |                |                 |           |             |             |  |  |        |        |
|  |                   |                |                 |           |             |             |  |  |        |        |
|  | HBK Nitra         | 6              |                 |           |             |             |  |  |        |        |
|  | HBK Nitra         | 6              |                 |           |             |             |  |  |        |        |
|  | HBC Hradec Král.  | 0              |                 |           |             |             |  |  |        |        |
|  | HBC Hradec Král.  | 0              | HBK Nitra       | 0         |             |             |  |  |        |        |
|  |                   |                | HBK Nitra       | 0         |             |             |  |  |        |        |
|  |                   | SHC Belpa 1107 | 2               |           |             |             |  |  |        |        |
|  | Elba Ústí n.L.    | SHC Belpa 1107 | 2               | 1         |             |             |  |  |        |        |
|  | Elba Ústí n.L.    |                |                 | 1         |             |             |  |  |        |        |
|  | SHC Belpa 1107    | 2ss            |                 |           |             |             |  |  |        |        |
|  | SHC Belpa 1107    | 2ss            | Oberwil Rebells | 2         |             |             |  |  |        |        |
|  |                   |                | Oberwil Rebells | 2         |             |             |  |  |        |        |
|  |                   | SHC Belpa 1107 | 0               |           |             |             |  |  |        |        |
|  | HBC Plzeň         | SHC Belpa 1107 | 0               | 6         |             |             |  |  |        |        |
|  | HBC Plzeň         |                |                 | 6         |             |             |  |  |        |        |
|  | RH Ružinov        | 1              |                 |           |             |             |  |  |        |        |
|  | RH Ružinov        | 1              | Oberwil Rebells | 5p        | Třetí místo | Třetí místo |  |  |        |        |
|  |                   |                | Oberwil Rebells | 5p        | Třetí místo | Třetí místo |  |  |        |        |
|  |                   | HBC Plzeň      | 4               |           |             |             |  |  |        |        |
|  | Oberwil Rebells   | HBC Plzeň      | 4               | 10        | HBC Plzeň   | 3ss         |  |  |        |        |
|  | Oberwil Rebells   |                |                 | 10        | HBC Plzeň   | 3ss         |  |  |        |        |
|  | Heilbronn Hornets | 0              |                 | HBK Nitra | 2           |             |  |  |        |        |
|  | Heilbronn Hornets | 0              |                 |           | 2           |             |  |  |        |        |
|  |                   |                |                 |           |             |             |  |  |        |        |
|  |                   |                |                 |           |             |             |  |  |        |        |

### O umístění
| Kolo         | Tým 1                   | Skóre | Tým 2                   |
| ------------ | ----------------------- | ----- | ----------------------- |
| Kvalifikační | Reebok Hockey Ružinov   | 5:0   | Heilbronn Hornets       |
| Kvalifikační | Elba DDM Ústí nad Labem | 1:0   | HBC Hradec Králové      |
| O 7. místo   | Heilbronn Hornets       | 0:2   | HBC Hradec Králové      |
| O 5. místo   | Reebok Hockey Ružinov   | 0:3   | Elba DDM Ústí nad Labem |

## Konečné pořadí týmů
| Místo | Tým                          |
| ----- | ---------------------------- |
| 1.    | Oberwil Rebells              |
| 2.    | SHC Belpa 1107               |
| 3.    | HBC Plzeň                    |
| 4.    | HBK Nitrianski rytieri Nitra |
| 5.    | Elba DDM Ústí nad Labem      |
| 6.    | Reebok Hockey Ružinov        |
| 7.    | HBC Hradec Králové           |
| 8.    | Heilbronn Hornets            |